# Manoir de Saint-Gonant
Le manoir de Saint-Gonant est un édifice situé à Caro en France.

## Localisation
Le manoir est situé sur le territoire de la commune de Caro, au lieu-dit Saint-Gonan, dans le département du Morbihan en région Bretagne.

## Description
Le manoir date du XVIIe siècle.

## Historique
Le manoir est inscrit à l'inventaire général du patrimoine culturel.